# Pionirska organizacija
Pionirska organizacija je organizacija za otroke, ki jo vodi Komunistična partija. Otroke v komunističnih državah v pionirsko organizacijo včlanijo pri vpisu v osnovno šolo. S prehodom na srednjo šolo jih včlanijo v organizacijo 
komunistične mladine. Pionirje so komunisti imenovali kot najmlajše borce komunizma. Prvo pionirsko organizacijo so ustanovili v Sovjetski zvezi potem, ko so boljševiki prevzeli oblast. Imeli so lastne uniforme, ki so vsebovale rdečo in modro barvo. Po sovjetskem zgledu so pionirske organizacije ustanovili tudi v drugih komunističnih državah. Pripadniki pionirske organizacije so se praviloma imenovali po pionirju Komunistične partije, tako so bili v Sovjetski zvezi »Leninovi pionirji« in »Stalinovi pionirji«, v vzhodni Nemčiji »Thälmannovi pionirji« in v Jugoslaviji »Titovi pionirji«.